# Paul Ehrenfest
Paul Ehrenfest [pául êrenfest], avstrijsko-nizozemski fizik in matematik, * 18. januar 1880, Dunaj, Avstro-Ogrska (sedaj Avstrija), † 25. september 1933, Amsterdam, Nizozemska.

## Življenje in delo
Ehrenfest je od leta 1899 študiral fiziko na Tehniški visoki šoli na Dunaju, kjer je poslušal Boltzmannova predavanja o matematični teoriji toplote. Zatem je odšel na Univerzo v Göttingenu, kjer je študiral s Kleinom in Hilbertom. Leta 1904 je doktoriral na Univerzi na Dunaju pod Boltzmannovim mentorstvom z disertacijo o klasični mehaniki Gibanje togih teles v tekočinah in Hertzova mehanika (Die Bewegung starrer Körper in Flüssigkeiten und die Mechanik von Hertz).
Leta 1907 je odšel v Sankt Peterburg, še prej pa se je poročil z rusko matematičarko Tatjano Aleksejevno Afanasjevo (1876-1964), ki jo je spoznal v Nemčiji. Kasneje je sodelovala z njim pri njegovem delu. Tu sta ostala pet let.
Leta 1911 je v Pragi srečal Einsteina, ki je bil tedaj profesor teoretične fizike na Nemški univerzi, in z njim ostal prijatelj vse do svoje tragične smrti. Fizika sta bila v tesnih stikih, čeprav sta se v določenih pogledih razhajala.
Ehrenfest je bil profesor teoretične fizike na Univerzi v Leidnu, kjer je leta 1912 nasledil Lorentza.
Njegovo najpomembnejše delo je s področja teorije faznih prehodov. Njegov prispevek k sodobni fiziki je predvsem po njem imenovan Ehrenfestov izrek iz leta 1927, ki vzpostavlja splošno veljavno povezavo kvantne teorije klasični fiziki.
Leta 1925 je poskušal zgladiti spor med Einsteinom in Nielsom Bohrom glede nekaterih problemov v kvantni fiziki. Ker mu ni uspelo, je bil zaradi tega zelo nesrečen. Na koncu je nezadovoljen soglašal z Bohrom, čeprav ni mogel najti intelektualnega mira vse dokler se z Einsteinom ne bosta strinjala.
Ehrenfest je bil zelo nesamozavesten in je vedno dvomil v svoje zmožnosti, kar je na koncu tudi privedlo do njegovega samomora. Poleg tega je bil njegov sin Vasilij (»Wassik«) mongoloiden, fizično in psihično zelo prizadet. Ehrenfest je pred svojo smrtjo ustrelil Wassika v čakalnici inštituta, kjer so skrbeli za sina.